# Quilly (Loara Atlantycka)
Quilly (bret. Killig, gallo Qilic) – miejscowość i gmina we Francji, w regionie Kraj Loary, w departamencie Loara Atlantycka.
Według danych na rok 2010 gminę zamieszkiwało 1280 osób, a gęstość zaludnienia wynosiła 73 osoby/km².